# Leeanne M. Krecic
 Leeanne M. Krecic  [ˈkresɪk] oder Mongie ist eine US-amerikanische Webtoon- und Comicautorin und -zeichnerin. Krecic wurde als Schöpferin der Let’s Play-Reihe bekannt.

## Leben und Arbeit
Krecic hat nach ihrem Abschluss in Informatik elf Jahre lang als Programmiererin in einem Internetunternehmen gearbeitet, wo sie Leiterin der IT war. Comics las sie seit ihrer Kindheit und seit Mitte der 90er Jahre las sie Mangas. Etwa 2014 wurde sie dann auf die Webtoons des Künstlers Stanley „Artgerm“ Lau aufmerksam. Im April 2017  postete sie die erste Episode von Let’s Play in der Discover-Sektion auf der Plattform Webtoon und erhielt ab dem November desselben Jahres die Möglichkeit ihre Comics in der Featured-Sektion der Plattform zu veröffentlichen.
Im November 2022 kündigte Krecic an, dass die 4. Staffel von Let’s Play, wegen andauernder Schwierigkeiten mit den Betreibern der Plattform Webtoon, dort nicht mehr erscheinen würde.
Am 15. Oktober 2023 kündigte Krecic die Veröffentlichung eines auf 100 Episoden angelegten Webtoons mit dem Titel The Dragon King Oath auf der Plattform Manta an.
Zwei Tage später wurde angekündigt, dass vom japanischen OLM-Studio eine Animeadaption von Let’s Play erscheinen soll.
Ein erster Trailer dazu wurde im Juni 2025 von Crunchyroll auf Youtube veröffentlicht.
Leeanne M. Krecic lebt zusammen mit ihrem Ehemann in Kansas City.

## Bibliographie
- Let's Play Volume 1, Rocketship Entertainment, 2021 ISBN 978-1-952126-02-4.
  - dt.: Let's Play – Teil 1, LYX, Köln, 2023, ISBN 978-3-7363-2012-3.
- Let's Play Volume 2, Rocketship Entertainment, 2022 ISBN 978-1-952126-10-9.
  - dt.: Let's Play – Teil 2, LYX, Köln, 2023, ISBN 978-3-7363-2013-0.
- Let's Play Volume 3, Rocketship Entertainment, 2023 ISBN 978-1-952126-60-4.
  - dt.: Let's Play – Teil 3, LYX, Köln, 2023, ISBN 978-3-7363-2077-2.
- Let's Play Volume 4, Rocketship Entertainment, 2024 ISBN 978-1-9622-9829-2.
  - dt.: Let's Play – Teil 4, LYX, Köln, 2024, ISBN 978-3-7363-2093-2.

## Auszeichnungen
- 2023 Ringo Award Fan-Favorite: Favorite Hero: Sam Young from Let’s Play (WEBTOON)[7]

### Nominierungen
- 2019 Eisner Award Best Webcomic: Let’s Play (als Mongie)[8]
- 2021 Ringo Award Best Cartoonist (Writer/Artist)[9]
- 2022 Ringo Award Best Webcomic: „Let’s Play, Webtoon“[10]